# Zwartkeelmiersluiper
De zwartkeelmiersluiper (Epinecrophylla ornata; synoniem: Myrmotherula ornata) is een zangvogel uit de familie Thamnophilidae (miervogels).

## Verspreiding en leefgebied
Deze soort komt voor in het westen van het Amazonegebied en telt vijf ondersoorten:
- E. o. ornata: centraal Colombia.
- E. o. saturata: zuidelijk-centraal Colombia, oostelijk Ecuador en noordoostelijk Peru.
- E. o. atrogularis: oostelijk-centraal Peru en westelijk Brazilië.
- E. o. meridionalis: zuidoostelijk Peru, noordelijk Bolivia en westelijk Brazilië.
- E. o. hoffmannsi: centraal Brazilië.

## Status
De grootte van de populatie is niet gekwantificeerd maar de soort wordt omschreven als vrij algemeen. Op de Rode lijst van de IUCN heeft deze soort de status niet bedreigd.